# Spišská Stará Ves
Spišská Stará Ves (Hongaars:Szepesófalu) is een Slowaakse gemeente in de regio Prešov, en maakt deel uit van het district Kežmarok.
Spišská Stará Ves telt 2355 inwoners.